# Escuela Primaria River Oaks (Houston)
La Escuela Primaria River Oaks (River Oaks Elementary School) es una escuela primaria de Houston, Texas. Como parte del Distrito Escolar Independiente de Houston (HISD), sirve al barrio de River Oaks. También tiene un programa Vanguard que sirve a todo el distrito escolar.

## Historia
Se abrió en 1929. Harry Payne, el arquitecto, diseñó River Oaks y seis otras escuelas primarias. El edificio fue diseñado con una forma de "H". La River Oaks Corporation vendió el terrenos para la escuela al HISD a mitad de precio, porque la River Oaks Corporation quería la escuela construida tan pronto como sea posible. Ima Hogg quería que la escuela para utilizar la filosofía de John Dewey, pagado por el paisaje, y estableció la biblioteca.
En 1986 el programa para estudiantes del barrio tenía muy pocos estudiantes, y por lo tanto fue cancelada. Sin embargo por la década de 1990 algunos padres de River Oaks querían un programa del barrio. Algunos padres del programa Vanguard tenían miedo de que si los niños del barrio fueron admitidos, la calidad de la programa Vanguard disminuiría. Después de la votación por la junta escolar de HISD para establecer el programa del barrio de la Primaria River Oaks ocurrió, la controversia había terminado. En el año 1996-1997, el programa del barrio que se restableció, con la inscripción inmediata de los grados Kindergarten a 2.